# Shortboarden
Shortboarden is een vorm van golfsurfen die in de jaren zestig is ontstaan. Daarvoor werd gesurft op een longboard.
Een shortboard is een kleinere golfsurfplank dan een longboard. De kortste shortboards zijn honderddertig centimeter, de langste, ook wel guns genoemd, zijn ruim twee meter. 
Een shortboard heeft veelal drie vinnen, hoewel er ook varianten zijn met een enkele vin, twee vinnen of vier of meer. Deze vinnen zorgen voor een hoge wendbaarheid.
Met shortboards kunnen spectaculaire trucs uitgevoerd worden, zoals 
- tuberiding (onder het brekende gedeelte van de golf surfen)
- floater (over het brekende gedeelte van de golf surfen)
- bottomturn (onderaan de golf met kracht van richting veranderen)
- topturn (bovenaan de golf met kracht van richting veranderen)
- arial (door snelheid en de vorm van de golf een sprong in de lucht maken)
- kahanamoku (snelle bewegingen maken met het board)

In Nederland worden shortboard-golfsurfwedstrijden onder andere georganiseerd in Domburg, Scheveningen en Wijk aan Zee.